# The 20/20 Experience World Tour
A The 20/20 Experience World Tour foi a quinta turnê do cantor americano Justin Timberlake, em suporte ao terceiro e ao quarto álbum solo do artista, The 20/20 Experience e The 20/20 Experience 2 of 2, respectivamente, ambos lançados em 2013.

## Conceito
Esta é a primeira turnê solo do cantor após o hiato musical entre os anos de 2008 e 2012, período em que se dedicou a sua carreira como ator. Sua última turnê solo ocorreu em 2007 com a FutureSex/LoveShow. Em 2013, após lançar o álbum The 20/20 Experience, entrou em uma turnê, em parceria com o rapper Jay-Z, durante o verão norte-americano, a Legends of the Summer Stadium Tour. Desde o dia 6 de maio de 2013 já havia anunciado que iniciaria uma turnê solo no segundo semestre do mesmo ano. Posteriormente ficou claro que esta nova turnê solo iniciaria após o lançamento da segunda parte do seu projeto, o The 20/20 Experience 2 of 2.
As primeiras datas desta nova turnê solo foram agendadas para os Estados Unidos e Canadá. A turnê estava marcada para iniciar no dia 31 de outubro de 2013, porém alguns dos primeiros shows foram remarcados para julho de 2014. A razão desses reagendamentos seria a necessidade de mais tempo para produção e ensaios do espetáculo. Posteriormente foram anunciadas as primeiras datas na Europa, e é esperado que em breve sejam anunciados novos shows na América Latina e Ásia. Os ingressos de diversos shows da turnê estão sendo vendidos desde o dia 13 de maio tanto no site da Live Nation (empresa produtora da turnê) como no site oficial de Timberlake. As novas datas estão sendo anunciadas progressivamente

## Set list
Ato I
1. "Pusher Love Girl"
2. "Rock Your Body" (com sample de "Gimme What I Don't Know (I Want)")
3. "Don't Hold the Wall"
4. "FutureSex/LoveSound"
5. "Like I Love You"
6. "My Love"
7. "TKO"
8. "Strawberry Bubblegum"
9. "Summer Love"
10. "LoveStoned"
11. "Until the End of Time"
12. "Holy Grail"/"Cry Me a River"(com samples de "Tom Ford", canção de Jay Z)

Ato II
1. "Only When I Walk Away"
2. "True Blood"
3. "Drink You Away"
4. "Tunnel Vision"
5. "Señorita"
6. "Let the Groove Get In"
7. "That Girl"
8. "Heartbreak Hotel" (cover de Elvis Presley)
9. "Not a Bad Thing"/"Human Nature" (cover de Michael Jackson)
10. "What Goes Around"
11. "Cabaret"
12. "Take Back the Night"
13. "Murder"/"Poison"
14. "Suit & Tie"
15. "SexyBack"
16. "Mirrors"

## Datas
| Data                    | Cidade           | País                   | Local                            |                  |                  |                  |
| América do Norte        | América do Norte | América do Norte       | América do Norte                 | América do Norte | América do Norte | América do Norte |
| ----------------------- | ---------------- | ---------------------- | -------------------------------- | ---------------- | ---------------- | ---------------- |
| 6 de novembro de 2013   | New York City    | Estados Unidos         | Barclays Center                  |                  |                  |                  |
| 7 de novembro de 2013   | Hartford         | Estados Unidos         | XL Center                        |                  |                  |                  |
| 9 de novembro de 2013   | East Rutherford  | Estados Unidos         | IZOD Center                      |                  |                  |                  |
| 10 de novembro de 2013  | Philadelphia     | Estados Unidos         | Wells Fargo Center               |                  |                  |                  |
| 13 de novembro de 2013  | Raleigh          | Estados Unidos         | PNC Arena                        |                  |                  |                  |
| 15 de novembro de 2013  | Nashville        | Estados Unidos         | Bridgestone Arena                |                  |                  |                  |
| 16 de novembro de 2013  | Columbus         | Estados Unidos         | Nationwide Arena                 |                  |                  |                  |
| 18 de novembro de 2013  | Memphis          | Estados Unidos         | FedEx Forum                      |                  |                  |                  |
| 19 de novembro de 2013  | St. Louis        | Estados Unidos         | Scottrade Center                 |                  |                  |                  |
| 21 de novembro de 2013  | Tulsa            | Estados Unidos         | BOK Center                       |                  |                  |                  |
| 26 de novembro de 2013  | Los Angeles      | Estados Unidos         | Staples Center                   |                  |                  |                  |
| 27 de novembro de 2013  | Anaheim          | Estados Unidos         | Honda Center                     |                  |                  |                  |
| 29 de novembro de 2013  | Las Vegas        | Estados Unidos         | MGM Grand Garden Arena           |                  |                  |                  |
| 30 de novembro de 2013  | Las Vegas        | Estados Unidos         | MGM Grand Garden Arena           |                  |                  |                  |
| 2 de dezembro de 2013   | Phoenix          | Estados Unidos         | US Airways Center                |                  |                  |                  |
| 4 de dezembro de 2013   | Dallas           | Estados Unidos         | American Airlines Center         |                  |                  |                  |
| 5 de dezembro de 2013   | Houston          | Estados Unidos         | Toyota Center                    |                  |                  |                  |
| 11 de dezembro de 2013  | Indianapolis     | Estados Unidos         | Bankers Life Fieldhouse          |                  |                  |                  |
| 12 de dezembro de 2013  | Cleveland        | Estados Unidos         | Quicken Loans Arena              |                  |                  |                  |
| 14 de dezembro de 2013  | Pittsburgh       | Estados Unidos         | Consol Energy Center             |                  |                  |                  |
| 15 de dezembro de 2013  | Louisville       | Estados Unidos         | KFC Yum! Center                  |                  |                  |                  |
| 17 de dezembro de 2013  | Atlanta          | Estados Unidos         | Philips Arena                    |                  |                  |                  |
| 19 de dezembro de 2013  | Orlando          | Estados Unidos         | Amway Center                     |                  |                  |                  |
| 13 de janeiro de 2014   | Edmonton         | Canadá                 | Rexall Place                     |                  |                  |                  |
| 14 de janeiro de 2014   | Edmonton         | Canadá                 | Rexall Place                     |                  |                  |                  |
| 16 de janeiro de 2014   | Vancouver        | Canadá                 | Pepsi Live at Rogers Arena       |                  |                  |                  |
| 17 de janeiro de 2014   | Seattle          | Estados Unidos         | Key Arena                        |                  |                  |                  |
| 19 de janeiro de 2014   | San Jose         | Estados Unidos         | SAP Center                       |                  |                  |                  |
| 20 de janeiro de 2014   | Inglewood        | Estados Unidos         | The Forum                        |                  |                  |                  |
| 22 de janeiro de 2014   | Denver           | Estados Unidos         | Pepsi Center                     |                  |                  |                  |
| 7 de fevereiro de 2014  | Fargo            | Estados Unidos         | Fargodome                        |                  |                  |                  |
| 9 de fevereiro de 2014  | St. Paul         | Estados Unidos         | Xcel Energy Center               |                  |                  |                  |
| 10 de fevereiro de 2014 | Omaha            | Estados Unidos         | CenturyLink Center               |                  |                  |                  |
| 13 de fevereiro de 2014 | Toronto          | Canadá                 | Air Canada Centre                |                  |                  |                  |
| 14 de fevereiro de 2014 | Toronto          | Canadá                 | Air Canada Centre                |                  |                  |                  |
| 16 de fevereiro de 2014 | Chicago          | Estados Unidos         | United Center                    |                  |                  |                  |
| 17 de fevereiro de 2014 | Chicago          | Estados Unidos         | United Center                    |                  |                  |                  |
| 19 de fevereiro de 2014 | New York City    | Estados Unidos         | Madison Square Garden            |                  |                  |                  |
| 20 de fevereiro de 2014 | New York City    | Estados Unidos         | Madison Square Garden            |                  |                  |                  |
| 22 de fevereiro de 2014 | Buffalo          | Estados Unidos         | First Niagara Center             |                  |                  |                  |
| 24 de fevereiro de 2014 | Washington       | Estados Unidos         | Verizon Center                   |                  |                  |                  |
| 25 de fevereiro de 2014 | Philadelphia     | Estados Unidos         | Wells Fargo Center               |                  |                  |                  |
| 27 de fevereiro de 2014 | Boston           | Estados Unidos         | TD Garden                        |                  |                  |                  |
| 4 de março de 2014      | Ft. Lauderdale   | Estados Unidos         | BB&T Center                      |                  |                  |                  |
| 5 de março de 2014      | Miami            | Estados Unidos         | American Airlines Arena          |                  |                  |                  |
| Europa                  |                  |                        |                                  |                  |                  |                  |
| 30 de março de 2014     | Sheffield        | Reino Unido            | Motorpoint Arena                 |                  |                  |                  |
| 1º de abril de 2014     | Londres          | Reino Unido            | O2 Arena                         |                  |                  |                  |
| 2 de abril de 2014      | Londres          | Reino Unido            | O2 Arena                         |                  |                  |                  |
| 4 de abril de 2014      | Glasgow          | Reino Unido            | The SSE Hydro                    |                  |                  |                  |
| 5 de abril de 2014      | Glasgow          | Reino Unido            | The SSE Hydro                    |                  |                  |                  |
| 7 de abril de 2014      | Manchester       | Reino Unido            | Phones 4u Arena                  |                  |                  |                  |
| 8 de abril de 2014      | Manchester       | Reino Unido            | Phones 4u Arena                  |                  |                  |                  |
| 11 de abril de 2014     | Birmingham       | Reino Unido            | LG Arena                         |                  |                  |                  |
| 12 de abril de 2014     | Birmingham       | Reino Unido            | LG Arena                         |                  |                  |                  |
| 14 de abril de 2014     | Zurique          | Suíça                  | Hallenstadion                    |                  |                  |                  |
| 16 de abril de 2014     | Zurique          | Suíça                  | Hallenstadion                    |                  |                  |                  |
| 18 de abril de 2014     | Arnhem           | Holanda                | GelreDome                        |                  |                  |                  |
| 20 de abril de 2014     | Koln             | Alemanha               | Lanxess Arena                    |                  |                  |                  |
| 22 de abril de 2014     | Koln             | Alemanha               | Lanxess Arena                    |                  |                  |                  |
| 24 de abril de 2014     | Berlin           | Alemanha               | O2 World                         |                  |                  |                  |
| 26 de abril de 2014     | Paris            | França                 | Stade de France                  |                  |                  |                  |
| 1º de maio de 2014      | Antwerp          | Belgica                | Sportpaleis                      |                  |                  |                  |
| 2 de maio de 2014       | Antwerp          | Belgica                | Sportpaleis                      |                  |                  |                  |
| 4 de maio de 2014       | Hamburgo         | Alemanha               | O2 World                         |                  |                  |                  |
| 6 de maio de 2014       | Copenhague       | Dinamarca              | Parken                           |                  |                  |                  |
| 8 de maio de 2014       | Oslo             | Noruega                | Telenor Arena                    |                  |                  |                  |
| 10 de maio de 2014      | Stockholm        | Suécia                 | Tele2 Arena                      |                  |                  |                  |
| 12 de maio de 2014      | Helsinki         | Finlândia              | Hartwall Areena                  |                  |                  |                  |
| 15 de maio de 2014      | São Petersburgo  | Rússia                 | SKK                              |                  |                  |                  |
| 17 de maio de 2014      | Moscou           | Rússia                 | Estádio Olímpico de Moscou       |                  |                  |                  |
| Oriente Médio e África  |                  |                        |                                  |                  |                  |                  |
| 23 de maio de 2014      | Abu Dhabi        | Emirados Árabes Unidos | du Arena                         |                  |                  |                  |
| 26 de maio de 2014      | Istambul         | Turquia                | Universidade Técnica de Istambul |                  |                  |                  |
| 26 de maio de 2014      | Tel Aviv         | Israel                 | Parque Yarkon                    |                  |                  |                  |
| 23 de maio de 2014      | Rabat            | Marrocos               | OLM Souissi                      |                  |                  |                  |
| Europa                  |                  |                        |                                  |                  |                  |                  |
| 1º de junho de 2014     | Lisboa           | Portugal               | Parque da Bela Vista             |                  |                  |                  |
| 3 de junho de 2014      | Praga            | República Tcheca       | O2 Arena                         |                  |                  |                  |
| 4 de junho de 2014      | Viena            | Áustria                | Wiener Stadthalle                |                  |                  |                  |
| 6 de junho de 2014      | Berlim           | Alemanha               | O2 World                         |                  |                  |                  |
| 8 de junho de 2014      | Frankfurt        | Alemanha               | Commerzbank-Arena                |                  |                  |                  |
| 10 de junho de 2014     | Londres          | Reino Unido            | O2 Arena                         |                  |                  |                  |
| América do Norte        |                  |                        |                                  |                  |                  |                  |
| 12 de julho de 2014     | Charlotte        | Estados Unidos         | Time Warner Cable Arena          |                  |                  |                  |
| 14 de julho de 2014     | Baltimore        | Estados Unidos         | Baltimore Arena                  |                  |                  |                  |
| 16 de julho de 2014     | Albany           | Estados Unidos         | Times Union Center               |                  |                  |                  |
| 18 de julho de 2014     | Uncasville       | Estados Unidos         | Mohegan Sun                      |                  |                  |                  |
| 19 de julho de 2014     | Boston           | Estados Unidos         | TD Garden                        |                  |                  |                  |
| 22 de julho de 2014     | Ottawa           | Canadá                 | Canadian Tire Centre             |                  |                  |                  |
| 25 de julho de 2014     | Montreal         | Canadá                 | Bell Centre                      |                  |                  |                  |
| 26 de julho de 2014     | Montreal         | Canadá                 | Bell Centre                      |                  |                  |                  |
| 28 de julho de 2014     | Auburn Hills     | Estados Unidos         | Palace of Auburn Hills           |                  |                  |                  |
| 30 de julho de 2014     | Kansas City      | Estados Unidos         | Sprint Center                    |                  |                  |                  |
| 31 de julho de 2014     | Kansas City      | Estados Unidos         | Sprint Center                    |                  |                  |                  |
| 3 de agosto de 2014     | New Orleans      | Estados Unidos         | New Orleans Arena                |                  |                  |                  |
| 5 de agosto de 2014     | San Antonio      | Estados Unidos         | AT&T Center                      |                  |                  |                  |
| 8 de agosto de 2014     | Las Vegas        | Estados Unidos         | MGM Grand Garden Arena           |                  |                  |                  |
| 11 de agosto de 2014    | San Jose         | Estados Unidos         | SAP Center                       |                  |                  |                  |